# Гоба (метеорит)
Гоба (англ. Hoba) — крупнейший из найденных метеоритов. Он сохраняется на месте падения в юго-западной Африке, в Намибии, близ фермы Гоба-Уэст. Он является самым большим на Земле куском железа природного происхождения.

## Находка метеорита
Этот железный метеорит массой около 66 тонн и объёмом 9 м³ упал в доисторическое время, а найден был в 1920 году в Намибии возле Гротфонтейна. Он получил название от Hoba West Farm, где его обнаружил владелец фермы. По его словам, он наткнулся на метеорит, когда вспахивал одно из своих полей.
В 1929 году метеорит изучил британский минералог Леонард Спенсер.

## Общие сведения

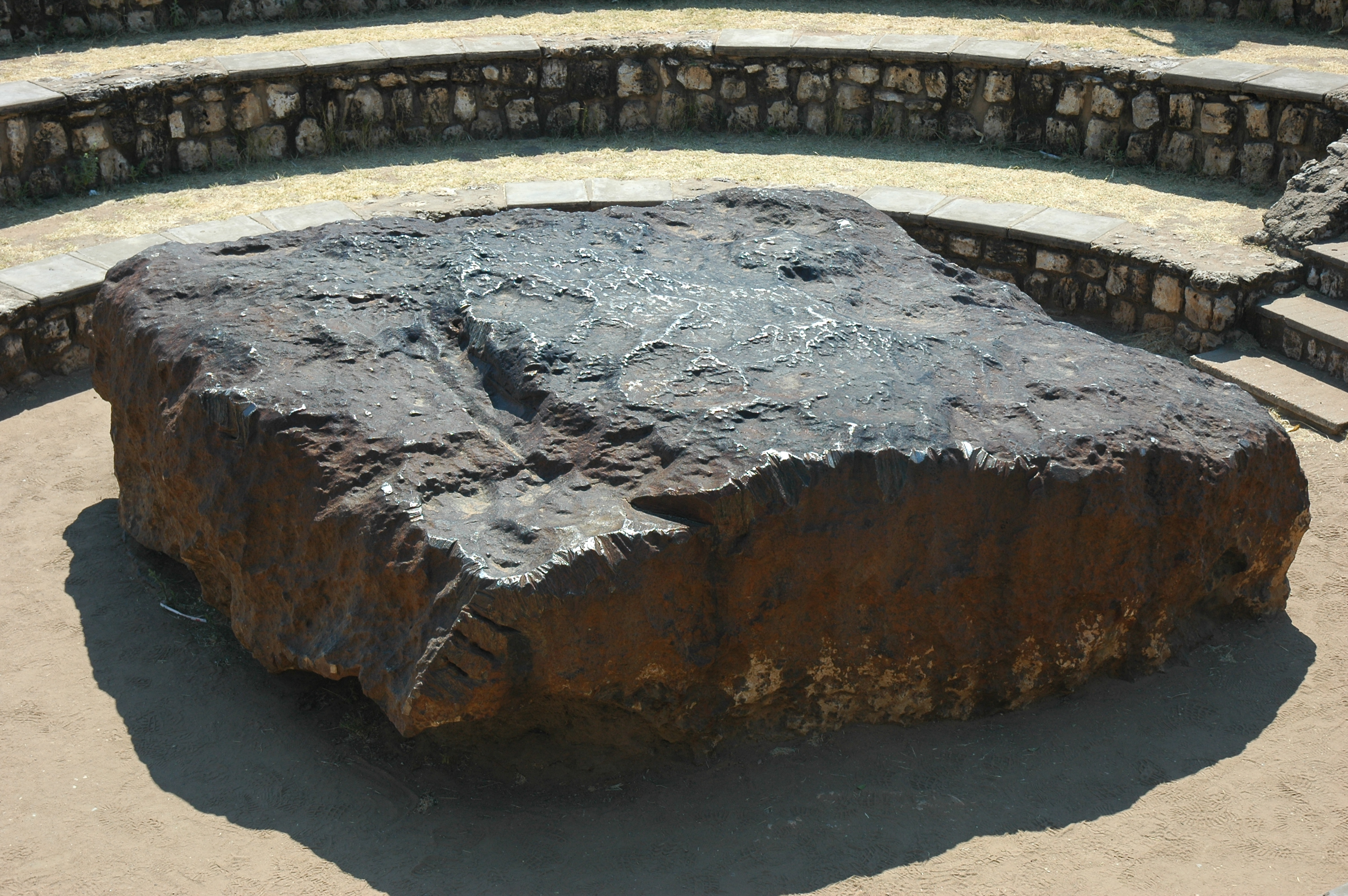
Метеорит Гоба

Метеорит упал примерно 80 тысяч лет назад. Найден был по чистой случайности, потому что не осталось ни кратера, ни других следов падения. Метеорит также интересен тем, что имеет сравнительно гладкую и плоскую поверхность.
Метеорит Гоба представляет собой плотное металлическое тело размерами 2,7 × 2,7 × 0,9 метров, на 84 % состоящее из железа и на 16 % — из никеля с небольшой примесью кобальта. Сверху метеорит покрыт гидроксидами железа. В плане кристаллического строения Гоба представляет собой богатый никелем атаксит.
Метеорит никогда не взвешивался. Считают[кто?], что его первоначальная масса при падении на Землю составляла около 90 тонн. В 1920 году, по подсчётам[чьим?], она составляла около 66 тонн, но из-за эрозии, научных исследований и вандализма метеорит «похудел» до 60 тонн.

## Охрана метеорита
Чтобы защитить уникальный метеорит от вандализма, правительство Юго-Западной Африки в марте 1955 года объявило его национальным памятником.
В 1985 году Rossing Uranium Ltd. выделила правительству Юго-Западной Африки средства для усиления мер по охране метеорита от вандалов. В 1987 году владелец фермы Hoba West пожертвовал метеорит и землю, на которой он находится, государству. После этого правительство в этом месте открыло туристический центр. Каждый год на метеорит приезжают посмотреть тысячи туристов. Акты вандализма прекратились.